# Bòòríí
Bòòríí é um culto de possessão espiritual praticada pelos hauçás na Maradi área do Níger. Seguidores entram em um estado alterado de consciência transe, enquanto a música é tocada. Ela pode variar de passos rápidos e violentas peças em homenagem ao espírito de Buuzuu, ou performances cuidadosamente coreografadas para outros espíritos.